# Sean St Ledger
Sean Patrick St Ledger-Hall (nascut el 28 de desembre de 1984) és un exfutbolista que jugava com a defensa. Tot i que va néixer a Anglaterra, va ser internacional amb la selecció irlandesa.